# Ophionereis diabloensis
Ophionereis diabloensis is een slangster uit de familie Ophionereididae.
De wetenschappelijke naam van de soort werd in 2002 gepubliceerd door Gordon Hendler.